# Чаадаевка (Ульяновская область)
Чаадаевка — село в Базарносызганском районе Ульяновской области. Входит в состав Сосновоборского сельского поселения.

## География
Населённый пункт расположен в 25 километрах к юго-западу от рабочего посёлка Базарный Сызган — административного центра района. Расстояние до Ульяновска — 149 километров.

### Часовой пояс
Чаадаевка, как и вся Ульяновская область, находится в часовой зоне МСК+1. Смещение применяемого времени относительно UTC составляет +4:00.

## История
Первоначально село принадлежало предкам русского философа Пётра Яковлевича Чаадаева.

## Население
| 2010 |
| ---- |
| 0    |

В 1914 году в населённом пункте насчитывался 261 двор. Население села в 1996 году — 64 человека, русские.

## Инфраструктура
Село разделёно на четыре улицы: Горная, Ерзовка, Зуевка, Сурки.